# Пивогірський (Пивгородський) Миколаївський монастир
Пивогірський (Пивгородський) Миколаївський монастир — православний монастир. Розташовувався за версту від Городища (тепер Градизька), на схилі гори Пивиха, на лівому березі Дніпра. Початки монастиря губляться в середньовіччі. На цьому місці віднайдено залишки давнього цегляного будівництва, зокрема, рештки кладки з кількох шарів плінфи 12–13 ст. На сьогодні ці залишки фундаментів розмиті водами Кременчуцького водосховища.
Протягом існування, відомого за писемними джерелами, був приписаний до Київського Пустинно-Миколаївського монастиря, але мав значну долю самостійності і власну історію, яка умовно ділиться на три періоди.

## 1515—1679
Про виникнення П. м. відомо, що 28.03.1515 пан Дмитро Івашенцов залишив відмовний запис на користь Київського Пустинно-Миколаївського монастиря на право стягнення щорічної грошової податі з максимівських людей. [с. Максимівка знаходиться за 4 км від Градизька]. У цьому запису сказано: «Я, пан Дмитрий Ивашенцов дал вечно и непорушно Николае-Пустынному монастирю, на людей своих, на максимовцев, грошовую, две копы грошей по двенадцати пеняндзей в год, те две копы грошей мает Пустынский из смежи их брать на веки вечные». 23.09.1554 Черкаський і Київський староста Анікій Горностай дав на користь Київсько-Миколаївського монастиря ввідний запис на володіння урочищами і угіддями з бобровими гонами і рибною ловлею по Дніпру до Градизька: «Я, Аникий Горностай, при тех всех угодьях с урочища Быстрица аж до Ердани, игумена Алексея и всю братию заставил». Бл. цього ж 1554 якийсь пан Полозович, родич подільського кн. Богута Любецького записав на монастир свою вотчинну землю «Копывскую или Пивскую». Прибл. цієї пори Київський монастир придбав у Вереміївці ур. Бражна Лука, різні озера і угіддя біля гирла Сули в Чигирин-Діброві і Жовнино.
Надбання таких значних володінь на віддалі 250 км від Києва змусило Київський Миколаївсько-Пустинний монастир улаштувати на горі Пивисі невеликий скит. Заснування цього скита відбулося не раніше 1552, оскільки в універсалі польського короля Владислава, яким він підтверджував привілеї Київського Миколаївського монастиря, дані йому 1552 королем Сигізмундом І, не згадується про існування монастирських угідь на Пивисі: «…мы король милостиво поволим, что устроенный скит начал помалу обращать на себя внимание в данной местности». На підставі цього в 2 пол. 16 ст. священик Устимович улаштував у скиті дерев'яну церкву в ім'я св. Миколая. Побудована церква ще більше привабила до себе навколишнє населення. Невдовзі знайшовся благодійник — гадяцький полковник Антон Крижанівський, який поряд із дерев'яною збудував кам'яну церкву, що мала 14 саж. довж. і 8 саж. ширини. Фундамент цієї церкви можна було бачити ще в кін. 19 ст.
До поч. 17 ст. Пивський скит був уже повністю облаштований, мав ігумена, достатнє число братії і став називатися спочатку монастирцем, а потім і монастирем. Це підтверджувалося збереженим на кін. 19 ст. монастирським синодиком, який був заведений ще на поч. 17 ст. Гора Пивиха, на якій був розташований монастир, спускалась до Дніпра трьома крутими терасами, порослими густим, непрохідним лісом. Середня тераса, де стояла церква, мала вигляд рівного майдану із заглибленнями. З півночі і з півдня гору оточували яри, і тільки зі сходу був глибокий звивистий в'їзд до монастиря. Отож, за своїм розташуванням П. м. був природною фортецею і служив надійним сховищем та важливим пунктом оборони. Важливе стратегічне значення мала побудована монастирем переправа через Дніпро.
У 17 ст. П. м. став значним релігійно-політичним осередком на Полтавських землях. Історія монастиря пов'язана з рядом значних подій в житті краю. Мешканці монастирських сіл Пива, Воронівка та Бужин брали участь у козацькій війні І. Сулими 1635. Сам монастир було пограбовано польськими військами, які придушували повстання. Під час війни П. Бута (Павлюка) 1637 ченці переховували повстанців, рятуючи їх від карателів. Монастиря торкнулися події війни Я. Острянина й Д. Гуні 1637—1638.
Із початком Хмельниччини переправи через Дніпро в монастирських землях неодноразово слугували козацьким військам. Заслуги монастиря були належно поціновані: 1651 гетьман Б. Хмельницький наказав козацьким старшинам стежити, щоб поселяни, приписані до монастиря, не ухилялися від послушання. Після Переяславської ради московський цар Олексій Михайлович жалуваною грамотою 1654 закріпив за монастирем всі його володіння. Гетьман І. Виговський 1658 видав підтверджувальну грамоту на володіння угіддями, придбаними від різних осіб. Гетьман І. Брюховецький універсалом 1667 надав монастиреві право заселяти свої розорені поселення. Важливий для монастиря універсал надав йому 30.06.1670 гетьман Д. Многогрішний: «…видя что от разорения бусурман и неприятелев Украина в застыние пришла, где и монастир Пивский через тех же неприятелев разорен и запустел, и желая чтобы за его царского пресветлого Величества, за нас и за все войско Запорожское на том Пивском пение в хвалу Божию действовалось и множилось, как прежде бывало, монастырь на Пивском месте, где и давно бывал, причестному в Бози отцу Алексею Туру игумену монастыря Пустынно-Никольского Киевского строить и обновлять». Цим універсалом підтверджувалося право монастиря населяти знову розорені монастирські поселення, а також безперешкодно володіти всіма своїми попередніми угіддями, в числі яких поіменовані: Жовнин, Білобережжя, Бражна Лука, Домонтове оз., Олександрове оз., Старець оз. та ін. урочища біля Вереміївки, урочища біля Чигирина, Діброви на Сулі і Дніпрі «даже к Пивам», Шапинці, оз. Золоте Дно, Солониця, перевози через Сулу і Дніпро, Максимівка, угіддя під Власівкою і угіддя по той бік Дніпра від Крилова через сім миль, «почав от побережья», до оз. Дубок. На завершення гетьман наказував: «…и мы желаем и приказываем, дабы никто не дерзнул, чинить препоны той братии, которых пришлет причестный игумен Никольский для обновления и строения монастыря Пивского».
У 1660-1670-х монастир, контролюючи переправу через Дніпро, став місцем протиборств: Я. Сомка проти Ю. Хмельницького, І. Брюховецького проти Я. Сомка, І. Брюховецького проти П. Тетері, І. Брюховецького проти П. Дорошенка, П. Суховія і Д. Многогрішного проти П. Дорошенка, І. Самойловича проти П. Дорошенка, І. Самойловича проти Ю. Хмельницького. Монастир виступав посередником у переговорах П. Дорошенка з І. Брюховецьким. У серед. 1670-х його маєтності були розорені в ході воєнних дій, які точилися між російсько-українським військом під проводом Г. Ромодановського та І. Самойловича та правобережним гетьманом П. Дорошенком. Тоді були спалені Воронівка, Боровиця, Бужин, знищено с. Пива, яке перестало існувати, спустошено Максимівку та ін. монастирські поселення. Під монастирем було влаштовано земляну фортецю з валами і ровами, де був розташований російсько-козацький штаб. Від того часу залишились дві чавунних гармати, які стояли в Градизьку на Покровському узвозі, а потім знаходилися під дзвіницею Троїцької церкви і зникли в кін. 1950-х.

## 1679—1774
По закінченню воєнних дій 1679 П. м. почав відновлюватися. Монахи, що розбіглися, почали стікатися в обитель, в якій знову стало «действовать пение во хвалу Божию».
У серед. 18 ст. монастир був важливим збірним пунктом гайдамаків.
У червні 1768 на невеликому дніпровському о-ві Станова Дубина стояв табором відомий гайдамацький отаман С. Неживий. У монастирських володіннях формувалися і переховувалися гайдамацькі загони. Недалеко від монастиря знаходилися хутори гайдамацьких отаманів Майбороди та Медведя. З гайдамаками перекази пов'язують назву ур. Залізна Баба, яка нагадує про відомого гайдамацького вождя Максима Залізняка, а також назви трьох могил на г. Пивиха: одна називається Гайдамачка, дві ін. — Близнюки. За переказами, гайдамаки ховали в них свої скарби: гроші і зброю.
Любили П. м. і запорозькі козаки, щедро наділяючи його своїми дарами. Монастирська пам'ятка зберігала записи про вклади козаків-запорожців: куреня Георгієвського — Литвиненка, куреня Брюховецького — Івана Передереги, куреня Канівського — Власа Медведя і Мартина Невеселого та ін. Деякі запорожці, втомившись від бурхливого життя, залишалися в монастирі, віддаючи йому своє майно і приймаючи чернецтво як, наприклад, запорожець Моргун, що став монахом з іменем Ігнатій. Уродж. Жовнина Гладкий, якого називали останнім запорожцем (пом. у 1830-х), зберіг багато розповідей про те, як після ліквідації Січі 1775 багато запорожців, бажаючи вільного життя, жили в тутешніх монастирських лісах, займаючись грабіжництвом на дорогах та у навколишніх селах, поки всі до одного не склали свої буйні голови. Існував переказ про їх напад на с. Бориси, розташоване неподалік монастиря. За переказами, одного з нападників звали Гулак. Був він незвичайної сили і зросту. Довго одне з місць його «подвигу» на великій кременчуцькій дорозі називалося Гулаківщина.
У другий період свого існування П. м. процвітав і був широко відомим далеко за межами Полтавщини. Навіть далекий Новгород знав про нього, приславши свої дари. Чимало богомольців із різних країв залишали тут свої пожертвування. Особливо збагачували монастир купці: київські, путивльські, волховські, брянські, глухівські, калузькі, які приїздили на знаменитий у той час Миколаївський Городищенський ярмарок. У синодику зберігалося чимало цікавих записів про пожертвування різних осіб. Так, глухівський житель Григорій Шарий пожертвував пару волів, криловський мешканець Григорій Рудь — 40 овець, городищенський сотник Андрій Жук — 40 колод бджіл, київський житель Соколовський — бочку смоли. Були випадки відписування монастиреві своїх земель і маєтків. Так, 1705 пан Симеон Іванович Говтвянський подарував монастиреві ставок і греблю. Серед пожертвувачів зустрічаються імена гетьмана, митрополита, отамана, осавула, ченців ін. обителей, протопопів, ієреїв. Збереглися записи про значні вклади гетьмана Данила Апостола, митрополита Сіверського Антонія, протопопа Криловського Симеона, пресвітерів городищенського Дем'яна і пивогорського Іоанна. Зустрічаються серед вкладників на поминання чимало прізвищ відомих багатіїв: Кодинця, Родзянки, Булюбаша, Устимовича, кн. Мещерського, Толстого, Величка, Стародуба, Дебелого, Білаша, Черепахи та ін.
Отримавши значну долю самостійності, монастир сам почав придбавати володіння. Так, 1709 він купив у Городища плавні і угіддя у довічну посесію за сто злотих доброю монетою. У м-ку Вереміївка були придбані землі, на яких були влаштовані комори, вітряки, сади і шинок. У с. Погоріле, що підпорядковувалося Вереміївці, була придбана орна земля, шість озерних і кілька придніпровських мочарів для ловлі осетрів, улаштований хутір із млином і шинком. У с. Максимівка був улаштований особливий чернечий хутір із винокурними і пивоварними заводами. Він був для монастирських намісників дачею, де вони подовгу проживали. У Городищі в монастиря були великі готелі для приїжджих богомольців. Були придбані угіддя також у Метлашівці, Борисах, Погребах, Говтві Кобеляцького пов., Кривій Руді Хорольського пов. За прибл. підрахунками, монастир володів майже 25 тис. дес. землі й 10 тис. селян. У Градизьку ще в кін. 19 ст. існувала левада в 38 дес., яка називалася монастирською гуменною, тому що на ній були скотний двір, тік, хлібні амбари. На неозорих монастирських полях і луках випасалися череди великої рогатої худоби, отари овець.
Право П. м. володіти цими землями підтверджували жалуваними грамотами гетьмани І. Мазепа (1693) та І. Скоропадський (1716). Особливо покровительствував П. м. гетьман Д. Апостол. Він мав у Крилові маєток, і по дорозі туди, користуючись перевізницькими засобами монастиря, часто зупинявся в обителі, щедро наділяючи її своїми дарами. Покровительствувала П. м. і Київська митрополія, постачаючи начинням і богослужбовими книгами.
На відміну від зовнішньої, внутрішня історія П. м. практично невідома. Управителі обителі в синодику перечислялись лише за іменами. Зберігся запис про намісника Варсонофія і економа ієромонаха Якова Жукевича, які пожертвували 1771 багату ризницю. Зберігся також запис про начальників Іліодора Ямницького, Парфенія Бережецького, Іосію Зарембу, Михаїла Базилевича, Антонія Нарожецького, які пожертвували значні вклади на своє поминання. Стосовно кількості братії, даних не збереглося, але судячи з багатства, обширів володінь, чисельності хуторів можна думати, що її число було значним, адже скрізь потрібен був догляд і розпорядливість. Станом на 1774 у монастирі налічувалося, крім намісників та необхідного числа нижчих служителів, економ, п'ять ієромонахів і вісім простих монахів, настоятелем монастиря був брат Київського митрополита Єпіфаній (Могилянський). Про розташування монастирських приміщень можна судити за залишками мурованих фундаментів та розповідями старожилів. Імовірно, на нижній терасі через обме-женість її розмірів стояли тільки головна мурована Миколаївська церква і невелика дерев'яна на честь Богородиці з братською трапезною при ній. Внизу біля підніжжя гори був розташований чорний двір: кухня, проскурня, пральня. Під середньою терасою на північ були влаштовані погреби. З нижньої тераси на середню вели широкі сходи з перилами і кам'яними приступками. Ці сходи були розібрані ще на поч. 19 ст. На середній терасі, де стояла церква, вздовж дороги, що вела на гору, були розташовані келії настоятеля і братії.

## 1774—1788
У 2 пол. 18 ст. монастир став поволі занепадати. Процес прискорила пожежа 04.05.1774. Вогонь охопив ветху дерев'яну церкву, а потім поширився на муровану. Полум'я було настільки сильним, що величезний мурований храм вигорів повністю, залишилися одні стіни. Згоріли також келії братії і настоятеля, а також увесь верхній двір. Врятувати вдалося тільки чудотворний образ Миколи, який обвуглився, образ козацької Божої Матері, ікону св. вмц. Варвари з мощами, дерев'яний напрестольний хрест, кілька книг і речей. Гора руїн диміла впродовж місяця. Братія, яка опинилася без даху над головою, розійшлася. Але вже 1775—1777 було зведено новий мурований Миколаївський собор та надбрамну дзвіницю, відновлено настоятельську і братську келії. У 1777 П. м. було знову відкрито. Але відбудована обитель уже нічим особливим — ні зовнішнім, ні внутрішнім багатством — не вирізнялася. Число братії стало зовсім обмеженим. Всі монастирські маєтності на правому березі Дніпра відійшли до Київської митрополії, на лівому ж багато володінь під час сум'яття були захоплені різними особами. Незважаючи на злиденне становище, П. м. не втрачав надії на відновлення колишньої величі. Обгорілі стіни мурованої церкви не розбиралися кілька років, оскільки передбачалося відновлення храму в первісному вигляді. Проте пожежа була лише передвісником катастрофи.
У 1786 Катерина ІІ наказала відібрати у П. м. володіння і селян, зробити докладний реєстр монашеської братії й зайвих звільнити поза штат. Монастирю було дозволено лише зняти тогорічний урожай. Залишившись без володінь і селян, П. м. остаточно збіднів, попереднє число братії було скорочене до 12 іноків. Того ж 1786 видано указ, який велів усі церкви припис-них монастирів перетворити в парафіяльні. Цим указом доля П. м. була вирішена остаточно. Ченці були переведені в Золотоніський Красногірський монастир, а до монастирської Миколаївської від Градизької Покровської церкви приписано належне число парафіян і визначено священика. 02.04.1788 згідно з указом Київської декастерії протоієрей Ієремія Туманський розібрав обгорілі церковні стіни, ви-користавши матеріал для будівництва нової Троїцької церкви. Невдовзі після знищення руїн місце, на якому стояв монастирський храм, перетворилося на глибокий яр. На його дні залишався камінь, який вказував місце престолу, та й той кудись зник.